# Harmony-toolkit
De Harmony-toolkit was een kloon van de Qt-toolkit. Het project werd opgestart omdat de grafische gebruikersinterface KDE gebruik maakte van Qt. Qt had toen geen vrije licentie, wat een probleem vormde voor Linuxdistributies die traditioneel onder een vrije licentie verspreid worden. Toen Qt in 2000 echter wel onder de GPL werd uitgebracht (een vrije licentie), werd de ontwikkeling van Harmony gestaakt.